# ایستگاه متروی نوبنیاد
ایستگاه متروی نوبنیاد یکی از ایستگاه‌ها خط ۳ مترو تهران است که در میدان نوبنیاد در شمال شرق تهران می‌باشد.
این ایستگاه در آینده ایستگاه تقاطعی با خط ۱۰ متروی تهران خواهد بود. این ایستگاه در ۳۱ شهریور سال ۱۳۹۴ خورشیدی گشایش یافت.
در تاریخ دوشنبه ۱۸ بهمن ۱۳۹۵خ، ورودی جنوبی ایستگاه نوبنیاد مجهز به ۲ دستگاه پله برقی پس از تقاطع پل پاسداران و بزرگراه شهید صدر  مورد بهره‌برداری قرار گرفت.
این ایستگاه در تلاقی مرز سه منطقه، منطقه ۱ شهرداری تهران به سوی شمال این ایستگاه، منطقه ۳ شهرداری تهران به سوی جنوب غربی این ایستگاه و منطقه ۴ شهرداری تهران به سوی جنوب شرقی این ایستگاه، است.
این ایستگاه به معابر اصلی و مهمی همچون پاسداران، بزرگراه شهید صدر، بزرگراه شهید بابایی، بلوار شهید دستواره (معصومی) و خیابان شهید لنگری دسترسی دارد. این ایستگاه به محلاتی چون شهرک شهید چمران، فرمانیه، اختیاریه، پاسداران، اراج، رستم‌آباد و … دسترسی دارد

## خطوط اتوبوسرانی
یکی از شاخص‌ها توسعه و فرهنگ بالا در شهرها امروزی استفاده بیشتر شهروندان هر محله از حمل و نقل عمومی (مترو، اتوبوس) و عدم استفاده از خودرو شخصی می‌باشد. اگر در محله‌ای اتوبوسها خالی باشند و به اصطلاح استقبال از آن بالا نباشد و استفاده از خودروهای شخصی به هر عذر و دلیل متصور در آن بالا باشد، آن محله مدرن نیست و فرهنگ پایینی در آنجا حاکم است. از خطوط اتوبوسرانی منتهی و عبوری از مجاور این ایستگاه خطوط ذیل می‌باشد:
- خط ۱۰۶ پایانه لاله به پایانه شهید افشار (پارک وی) در مسیر بلوار ارتش، بزرگراه‌های امام علی، شهید صدر ، ایستگاه متروی نوبنیاد، بزرگراه صدر و مدرس
- خط ۲۱۴ پایانه شهید دستواره (معصومی)به پایانه افق (حکیمیه) در مسیر نوبنیاد ، بزرگراه صدر ، بزرگراه بابایی، دانشگاه امام حسین ، شهرک شهید بهشتی دانشگاه آزاد تهران شمال و دسترسی‌های محلی حکیمیه
- خط ۲۱۵ سوهانک به سه راه ضرابخانه در مسیر بلوار ارتش، اراج، خیابان لنگری، میدان نوبنیاد، خیابان پاسداران، حسینه ارشاد، خیابان شریعتی ، ابتدای بزرگراه همت و زین الدین
- خط ۲۲۵ پایانه شهید دستواره (معصومی) به میدان قدس در مسیر نوبنیاد، خیابان پاسداران، میدان اختیاریه، خیابان شهید کلاهدوز (دولت)، خیابان شریعتی ، میدان قدس، مترو تجریش
- خط ۳۸۷ از میدان قدس به میدان رسالت (فقط در مسیر برگشت)از این محل در مسیر بزرگراه شهید صدر ، بزرگراه امام علی، لویزان ، مبارک آباد ، شمس آباد ، ادامه بزرگراه امام علی بسمت جنوب تا بزرگراه رسالت و میدان رسالت[۱]
- خط اتوبوس برون‌شهری پایانه شهید دستواره (معصومی) به شهر جدید پردیس در مسیر متروی نوبنیاد ، بزرگراه شهید صدر ، بزرگراه شهید بابایی ، تقاطع پل بلوار نیروی زمینی ارتش یا لویزان، ادامه بزرگراه بابایی ، آزادراه تهران - پردیس ، شهر جدید پردیس ( میدان عدالت - فاز ۳ و ۴ )

## جستارها وابسته
- مترو
- مترو تهران